# Christman Genipperteinga
Christman Genipperteinga ou Christman Gniperdoliga, originaire de Kerpen, est un tueur en série de littérature du XVIe siècle dans le Saint-Empire romain germanique. La principale source sur Christman Genipperteinga est un texte publié par Caspar Herber en 1581, Erschröckliche newe Zeytung Von einem Mörder Christman genandt. Mais l'existence du personnage n'est jusqu'à présent attestée par aucune source historique.
L'histoire de Christman Genipperteinga parle d'un tueur en série et bandit allemand du XVIe siècle. Il aurait assassiné 964 personnes entre 1568 et 1581, date à laquelle il fut capturé,. L'histoire de Christman Genipperteinga est racontée aux alentours de 1581. En 1587, un compte rendu est ajouté et son histoire est raconté sur des calendriers. Un condensé tchèque est traduit et apparaît en 1590. Il y a également eu une traduction française de son histoire en 1598 dans un livre d'histoires, illustrée sur une gravure sur bois racontant les détails du conte.
Des histoires de voleurs semblables existent avec des noms comme Lippold, Danniel, Görtemicheel, Schwarze Friedrich, Henning, Klemens, Vieting et Papedöne. L'histoire de Papedöne est particulièrement pertinente depuis qu'une version de cette histoire fut publiée dans un livre en 1578, trois ans avant la mort présumée de Genipperteinga. La principale source sur Christman Genipperteinga est un texte publié par Caspar Herber en 1581, Erschröckliche newe Zeytung Von einem Mörder Christman genandt.

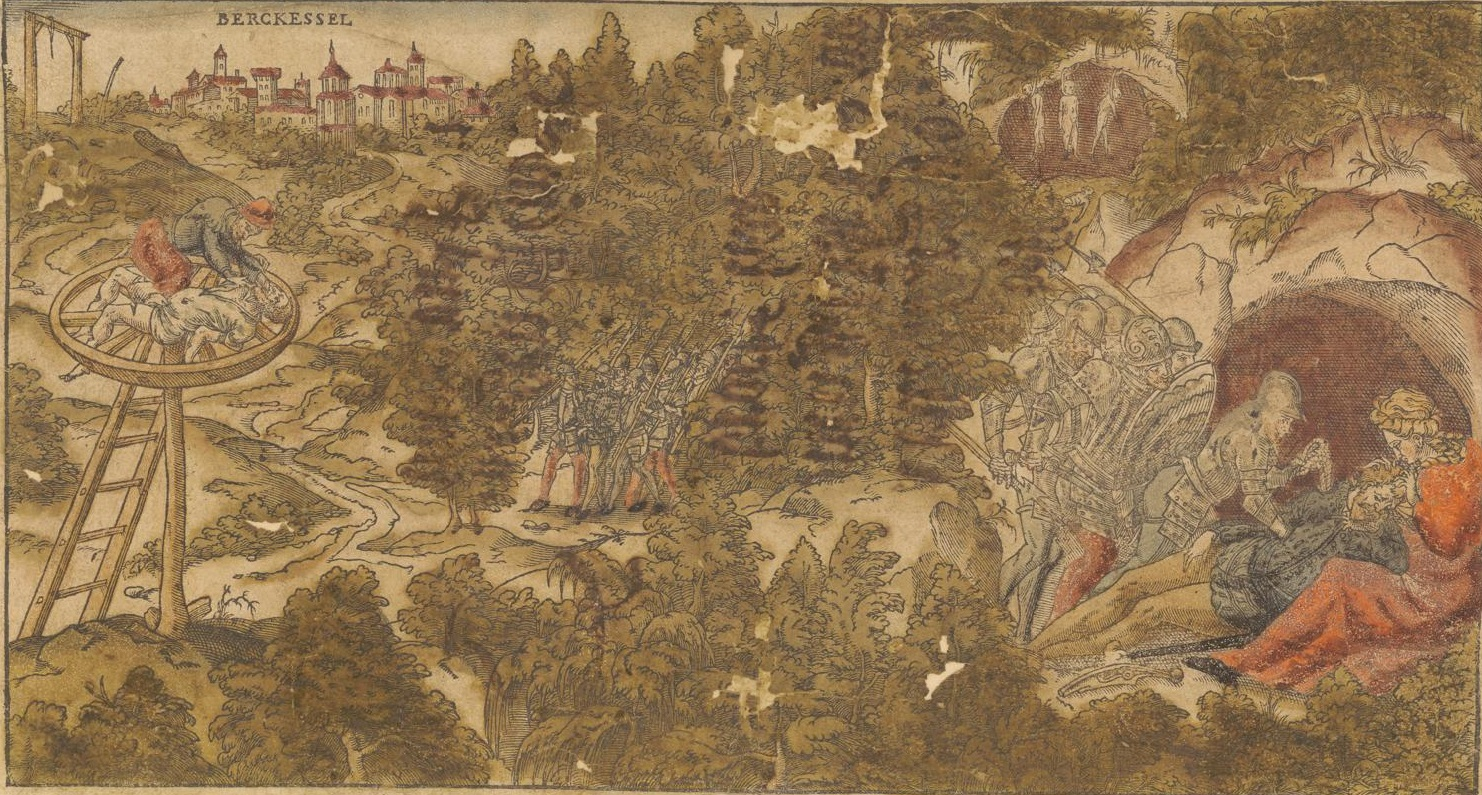
Gravure: à droite: la grotte de Christman, endormi, les 30 hommes armés approchent, les corps de ses bébés dansant dans le vent. Gauche: Christman sur la roue à Bergkessel

## Origines
Christman Genipperteinga vient de Kerpen, une ville allemande à 27 kilomètres de Cologne.

## Repaire
Pendant environ sept ans, Christman a vécu dans un complexe de grottes à environ un mile allemand de Bergkessel (fait allusion à Bergkastel, ancien allemand pour Bernkastel) dans une région boisée de montagne appelée Fraßberg. De là, il avait une bonne vue sur les routes allant et venant de Trèves, Metz, Dietenhoffen (ancien allemand pour Thionville) et le pays de Lützelburg (ancien allemand pour le Luxembourg.) Le complexe de la grotte est décrit comme étant intelligemment construit, tout comme une maison ordinaire à l'intérieur, avec des caves, des pièces et des chambres, avec tous les articles ménagers qui devraient appartenir à une maison.

## Activités criminelles et méthodes
L'historien Joy Wiltenburg identifie deux importants modèles qui relient les serial killers dans Early Modern Germany:
- Rapports sur les voleurs-tueurs[7]

Genipperteinga correspond au modèle 1, accumulant des objets volés dans sa grotte. Comme Wiltenburg le fait remarquer, cependant:

« "Christman Genipperteinga était inhabituel à conserver le même repaire fixe tout au long de ses années de meurtres en série. En général, les récits racontent que des voleurs voyageaient, se rencontraient et se rassemblaient avec d'autres voleurs ou avec le diable lors de leurs voyages. »

De plus, contrairement aux rapports d'autres voleurs-tueurs de cette époque comme ceux de Peter Nyersch et Jacob Sumer, les représentations de capacités surnaturelles ou de contrat avec le diable ne figurent pas dans le récit de Christman de 1581. Il est cependant reconnu coupable de multiples infanticides mais le récits de 1581 n'inclut pas de magie noire ou cannibalisme 
Christman s'attaquait aux voyageurs allemands et français. On disait que seul un groupe de 3, 4 ou même 5 voyageurs pouvait être à l'abri de lui. Il n'était pas non plus opposé à doubler ses propres partenaires dans le crime afin de mettre la main sur tout le butin, plutôt que sur sa «juste part». Une fois qu'ils avaient aidé à amener le butin dans sa grotte, il leur servait de la nourriture ou des boissons empoisonnées, avec rarement personne survivant au-delà de cinq heures. Il aurait jeté leurs corps dans un puits de mine relié à son complexe de grottes.

## Esclave sexuelle
Peu après qu'il se fut installé à Fraßberg, Chrisman rencontra une jeune femme qu'il avait prévu d'enlever, fille de tonnelier vivant à Boppard, une ville près du Rhin. Elle voyageait vers Trèves dans le but de vivre avec son frère, Christman l'enleva après l'avoir menacée de la tuer afin qu'elle vienne vivre avec lui. Il la fit jurer qu'elle ne le trahirait jamais, lors des sept années qui suivirent, elle lui servit d'esclave sexuelle. Lorsqu'il devait sortir chercher ses victimes, il attachait une chaîne à la cheville de la jeune fille pour éviter qu'elle ne s'échappe. Résultant de ces viols, la femme engendra six enfantsau cours des années. Christman tuait les enfants à la naissance en leur écrasant le cou (texte original : "hat er den Kindern das Genick eingedrückt").
Christman pendait et étirait les corps après avoir tué les enfants (texte original: "aufgehängt und ausgedehnt"). Quand le vent faisait bouger les corps, il disait :

« "Tanzt liebe Kindlein tanzt, Gnipperteinga euer Vater macht euch den Tanz"

("Danse, cher enfant, danse, Gnipperteinga ton père danse pour toi ") »

## La chute de Christman
Christman fini par céder à la femme après que cette dernière l'ait supplié de pouvoir rencontrer d'autres gens, il lui accorda son souhait qui en l'emmenant visiter Bergkessel avec pour condition qu'elle lui fasse le serment de ne pas le trahir. Une fois sur place, voyant les enfants courir dans les rues, elle fondit en larmes, tombant à genoux en se lamentant:

« Almechtiger Gott / dir ist alle Ding wol bewist / auch mit was Ayd ich mich verpflicht habe / daß ichs keinem Menschen wölle offenbaren / so will ichs jetzund diesem (Stein) klagen / mein Anligen und Not / denn ichs jetzund in das sibende Jar erlitten habe / vnnd auch an meinem eignen Fleisch und Blut täglichen muß sehen

(Dieu Tout-Puissant! Vous connaissez toutes les choses, y compris le serment auquel je suis tenu concernant ce que je ne devrais révéler à aucun humain. Alors maintenant, je vais pleurer sur ma condition (à cette pierre ) et le désespoir dont je souffre pour la septième année, et ce que j'ai eu quotidiennement à témoigner sur ma propre chair et mon sang
) »

Et elle commença à se lamenter et à pleurer. Des passants compatissants se demandèrent ce qui lui arrivait mais lorsque quelqu'un lui demandait quel était son problème, elle refusait de répondre. Elle fut emmenée devant le maire qui exigea qu'elle confesse ce qu'elle savait. Elle fut assurée par des hommes instruits que si c'était une question de vie ou de mort, elle devait parler. Elle accepta et raconta tout ce qu'elle savait. Un plan pour attraper Christman fut alors mis au point, un sac de pois fut donné à la fille qui devait en semer derrière elle afin de montrer où se trouvait la tanière de Christman.
Le 27 mai 1581, 30 hommes armés participèrent à sa capture. Il était endormi lorsque les hommes sont intervenus, il s'écria alors "Oh, traître, putain infidèle, si j'avais su ça plus tôt je t'aurai étranglée depuis longtemps".
Dans le complexe de grottes de Christman fut découvert un immense butin sous forme de vin,viande séchée, armures, armes à feu et d'autres types d'armes, de la marchandise, des pièces. La valeur estimée de son butin est de 70 000 florins (environ 30 000 euros),. L'auteur du récit de 1581 décrit qu'il y avait de quoi faire une foire dans le repaire de Christman.

## Aveux, procès et exécution

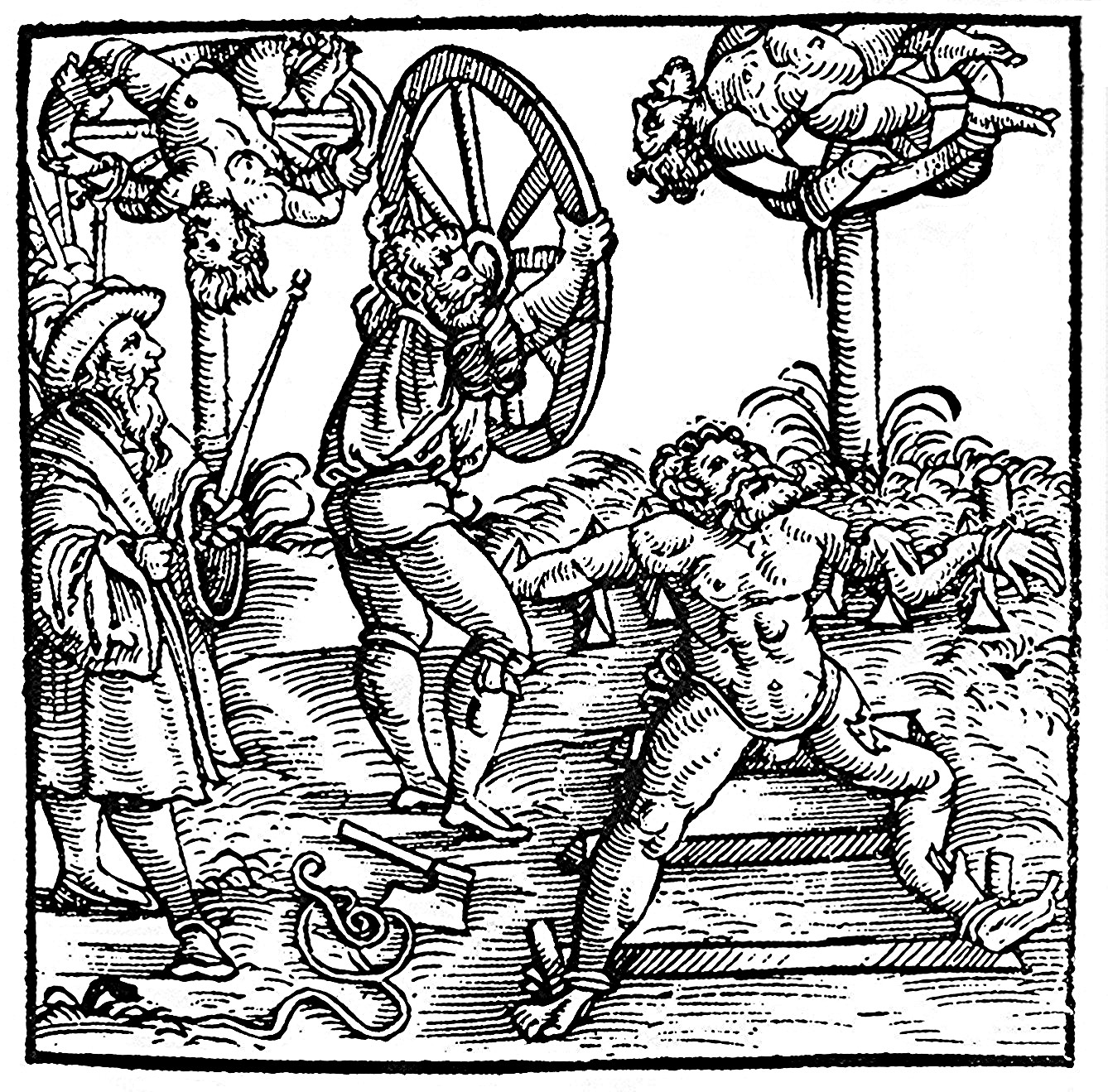
Gravure représentant le supplice de la roue semblable à celui de Genipperteinga

Christman tenait un journal qui détaillait les meurtres de 964 personnes ainsi qu'une description du butin volé à chacun, le journal fut découvert parmi les objets trouvés dans son repaire. En plus de ces preuves accablantes, Christman avoua avoir tué toutes ces personnes et ajouta que s’il avait atteint son but, tuer un millier de personnes, il se serait arrêté, satisfait de ce nombre,.
Le 17 juin 1581 Christman Genipperteinga est déclaré coupable, et est condamné à mort par le supplice de la roue. Son supplice sur la roue dura neuf jours, gardé en vie exprès dans le but de lui faire endurer d'horribles souffrances.
Lorsque le récit fut terminé, le sort de la femme séquestrée par Christman et de son butin est inconnu.

## Sources
La source principale concernant Christman Genipperteinga est une poignée de brochures datant de 1581 ou peu après, Erschröckliche newe Zeytung Von einem Mörder Christman genandt ("Terrible nouvelle sur un meurtrier nommé Christman"). L'éditeur présumé de la brochure, Caspar Herber, est mentionné dessuscomme venant de  Lochem en Moselle (fait allusion à la ville de Cochem). Aucune autre publication de Caspar Herber n'a survécu. Les autres brochures sont différentes dans leurs formuations, aucune n'a d'imprimeur ou de lieu d'impression, et elles laissent entendre sur les couvertures être des réimpressions d'un tirage imprimé par un inconnu à Mayence en 1581 (ou 1582 pour une d'entre elles). Tous les exemplaires diffèrent légèrement dans la composition et la police de caractères, certains ayant des ornements ou des illustrations sur la couverture, et sont les œuvres de différents bureaux d'impression, réimprimant l'histoire. Les noms des villes (même ceux incorrects de Bergkessel et Lochem) sont répétés dans les différentes estampes. Les différences mineures sont:la couverture de certains numéros, la date du procès au 17 juin 1581, une réimpression au 17 octobre 1581 à la place, ou, dans certains numéros, la femme est allée vivre avec son frère, dans une réimpression avec ses frères. L'un des numéros a des ornements identiques à l'impression Feyerabend de 1581 de Francfort-sur-le-Main du conte de voleur de Papedöne.
L'histoire est racontée sous la forme d'une lettre écrite par une personne inconnue à Bergkessel à une autre personne dans une autre ville peu après les faits. Bergkessel est mentionné comme "notre ville" ("unsere Stadt") dans le texte. Fraßberg est un endroit inconnu cité dans le récit du voleur Papedone.
Le conte a été réimprimé dans son intégralité, avec quelques modifications et modernisation de la langue, par l'antiquaire Johann Scheible en 1847. Il n'a pas été utilisé par les historiens locaux de Bernkastel ou des environs de Trèves et n'a pas été retrouvé dans les archives.

## Littérature et contexte social
L'historien Joy Wiltenburg, effectue dans Crime and Culture in Early Modern Germany (2012) une étude approfondie des rapports sur les crimes populaires des XVIe et XVIIe siècles. Son but étant d'enquêter sur où et comment de tels travaux ont été faits, qui en sont les auteurs, qui lit et collecte ces rapports et quels crimes étaient les principaux concernés par ces travaux et comment et pourquoi ces questions peuvent avoir différentes réponses pour différentes périodes. Ce n'est que de manière tangentielle qu'il cherche à sonder l'authenticité de l'individu, les rapports de crime conservés, c'est-à-dire à résoudre le problème de la façon dont le discours du crime dépeint avec exactitude ou inexactitude le crime réel à l'échelle locale. Comme il l'a noté , concernant l'Allemagne moderne, c'est dans les années 1570 que les rapports de bandes de voleurs se sont multipliés, atteignant un sommet dans les années 1580. De plus, il observe:

« Les conditions économiques des pauvres (...) se détériorèrent notablement après 1570 environ. En même temps que l'inflation réduisit de plus en plus les salaires réels, le changement climatique amena une période de temps exceptionnellement rude. Au cours de la petite période glaciaire qui a commencé dans les années 1570 et s'est poursuivie dans les premières décennies du XVIIe siècle, les échecs de récolte ont provoqué une faim et des maladies graves. Les rapports de crimes, tels que la sorcellerie, ont atteint leur paroxysme pendant cette période de bouleversements sociaux les plus intenses. »

L'histoire de Christman Genipperteinga s'inscrit donc, dans un contexte littéraire et social dans lequel de tels rapports étaient particulièrement fréquents, par rapport aux périodes immédiatement précédentes ou suivantes, et doit être interprété dans cet esprit. Par exemple, comme le souligne Wiltenburg, le pic de survie des rapports à partir des années 1580 s'explique en partie par la mort en 1588 du collecteur de rapports Johann Wick, alors que le contexte historique provenant d'autres sources ne fournit pas de preuves d'un déclin comparable de la criminalité dans les années 1590. aux années 1580. Un témoin contemporain qui confirme la forte augmentation de ces rapports était le prédicateur Leonhard Breitkopf. Dans un sermon de 1591, il écrit:

« Quand j'étais encore jeune, quarante ou cinquante ans plus tôt, les meurtres et ces actes horribles n'étaient pas si connus, contrairement à aujourd'hui où chaque année c'est décrit dans toutes sortes de papiers. »

 Bien que Wiltenburg reconnaisse qu'il peut bien y avoir eu une augmentation de la criminalité dans le dernier quart du XVIe siècle, elle met en garde contre un cadrage et une délimitation de cette augmentation, en ce qui concerne les meurtres en particulier, par rapport au XVIe siècle, plutôt que de s'étirer il remonte beaucoup plus loin dans le temps. En particulier, on ne peut pas dire, avec quelque certitude que ce soit, qu'il y a eu plus d'homicides commis au début de l'ère moderne qu'à la fin du Moyen Âge. Par exemple, elle déclare:

« La fin du Moyen-Âge pourrait bien être l'apogée de l'homicide. »

Une raison importante derrière cet écart, outre celles liées à la façon dont les nouvelles méthodes d'impression ont permis de publier davantage de rapports sur la criminalité par rapport aux périodes antérieures, le nouveau rôle de l'État moderne dans la poursuite est la publicité et la punition des crimes, plutôt rôle passif de l'Etat médiéval, content de l'arbitrage ou de la médiation entre les parties lésées. Si personne n'a activement accusé une autre personne pour une blessure / un crime donné, alors aucun crime n'existait aux yeux des autorités médiévales. Ce système de justice passif et dépendant des accusations a été progressivement remplacé par le système de justice plus actif, indépendant et inquisitoire du début des temps modernes..
En comparant le temps de Genipperteinga avec des époques antérieures, Wiltenburg fait l'observation pertinente suivante relative aux changements dans la composition sociale des hommes archétypiquement présentés hors-la-loi/ violents des époques précédentes à ceux du dernier quart du XVIe siècle:
Les déprédations causées par des nobles hors-la-loi / en guerre étaient une préoccupation particulière des citadins du Haut / Moyen Âge:

« (...) la discussion sur le crime est apparue (...) notamment dans les chroniques urbaines, un genre de la fin du Moyen Âge avec ses propres objectifs. À partir du XIVe siècle et jusqu'au XVIe siècle, les membres des élites urbaines ont produit de tels documents, à des fins diverses, mais principalement pour servir les intérêts politiques des villes impériales semi-indépendantes. La plupart ont accordé peu d'attention aux crimes commis par des gens ordinaires, se concentrant plutôt sur les crimes ayant une signification politique. Cela a rehaussé le profil des nobles violents en tant que classe dangereuse et a contribué à la critique médiévale tardive des querelles. Comparés à l'image de la criminalité qui a émergé dans la presse populaire ultérieure, ils montrent comment les différences de genre ainsi que les changements au fil du temps peuvent façonner les perceptions de la criminalité. »

Le contraste du XVIe siècle avec cette image du "noble hors-la-loi" est confirmé par les observations suivantes de Wiltenburg

« Dans les publications sur la criminalité populaire du XVIe siècle, cependant, la noblesse est largement apprivoisée - signe à la fois d'un changement historique et d'un changement de genre. Alors que les chroniques servaient les objectifs des autorités urbaines et que les critiques des réformateurs pouvaient s'adresser principalement aux élites mêmes qu'ils espéraient récupérer, l'impression populaire sur la criminalité avait une clientèle beaucoup plus diversifiée. Ici, le respect de la supériorité sociale était la norme. »

« Les quelques nobles qui apparaissent dans les récits criminels du XVIe siècle sont principalement du côté droit de la loi, protégeant les faibles et veillant à ce que justice soit rendue. Ils figurent parmi les admirables autorités qui traquent les criminels et défendent la sécurité publique. »

« Si la noblesse était décrite comme essentiellement inoffensive voire bénéfique, ce n'était pas le cas d'une autre source traditionnelle de danger: «les pauvres sans racines». (...) Les étrangers et les vagabonds, déjà reconnus comme potentiellement perturbateurs, étaient de plus en plus diabolisés. (...) Beaucoup craignaient que des éléments lâches et non gouvernés fomentent le crime, et les vagabonds étaient fréquemment arrêtés pour vol et autres délits que la plupart des sociétés modernes jugent insignifiants. Ils étaient également plus susceptibles d'être exécutés que les résidents installés. »

Ainsi, le rapport de Christman Genipperteinga est apparu à un moment où les craintes particulières du "sauvage" étaient les plus aiguës, et où les gens considéraient généralement le criminel comme venant principalement des pauvres oisifs, errants, contrairement aux préoccupations auparavant primaires.

« Les récits d'actualité criminelle issus des premières presses n'étaient pas de la fiction. Bien que certains aient peu à peu emprunté le langage à des récits de crimes similaires ailleurs, très peu semblent avoir été entièrement inventés. (...) Néanmoins (...) ils ont tous deux reflété et modifié l'image du crime réel (...) En partie par sélection et en partie par leurs modes de représentation, ils ont remodelé les événements pour refléter les conceptions culturelles. Ce processus ne demandait pas nécessairement une manipulation consciente, mais découlait naturellement de la sélection et de la réaction aux crimes considérés comme les plus dignes d'attention. »

Cela étant dit, on ne peut nier qu'il s'agissait, à cette époque, d'une tendance définitive du sensationnalisme et que des histoires totalement fausses ont été produites et vendues. Selon les mots de l'historien allemand du XIXe siècle Johannes Janssen:

« Afin de maintenir un approvisionnement constant de nouvelles fraîches; ... les crimes les plus effrayants ont été inventés, et si peu de peur était là pour une enquête qu'ils ont même imprimé à Augsbourg "des horreurs se seraient produites à Munich, mais dont personne n’avait entendu un mot; ... Dans un document signé du sceau de la ville de Munich, le conseil a répondu que tout le rapport était un mensonge délibéré »

Ce ne sont pas non plus les seuls historiens modernes comme Janssen et Wiltenburg qui affichent un scepticisme mesuré, sinon nécessairement global, à l'égard de la véracité réelle des rapports de crime de cette époque. Déjà 40 ans avant la mort supposée de Genipperteinga, dans sa Chronica de 1538, l'humaniste et historien Sebastian Franck se lamente:

« Alors qu'aujourd'hui, c'est, hélas! permis à tout le monde de mentir, et le monde ferme les yeux et personne ne fait attention, ni ne demande comment ou avec quoi l'argent a été obtenu du public, ou ce qui est dit, écrit ou imprimé, il est enfin arrivé à ceci, que lorsque les écrivains n'ont plus d'argent, ils inventent une histoire merveilleuse qu'ils vendent comme une histoire vraie; ... La conséquence est que les historiens ne peuvent plus être sûrs de ce qu'ils peuvent transmettre comme vérité, car parmi tous les livres qui flottent, il n'y a pas garantie de leur fiabilité »